# دانشگاه اوربانا

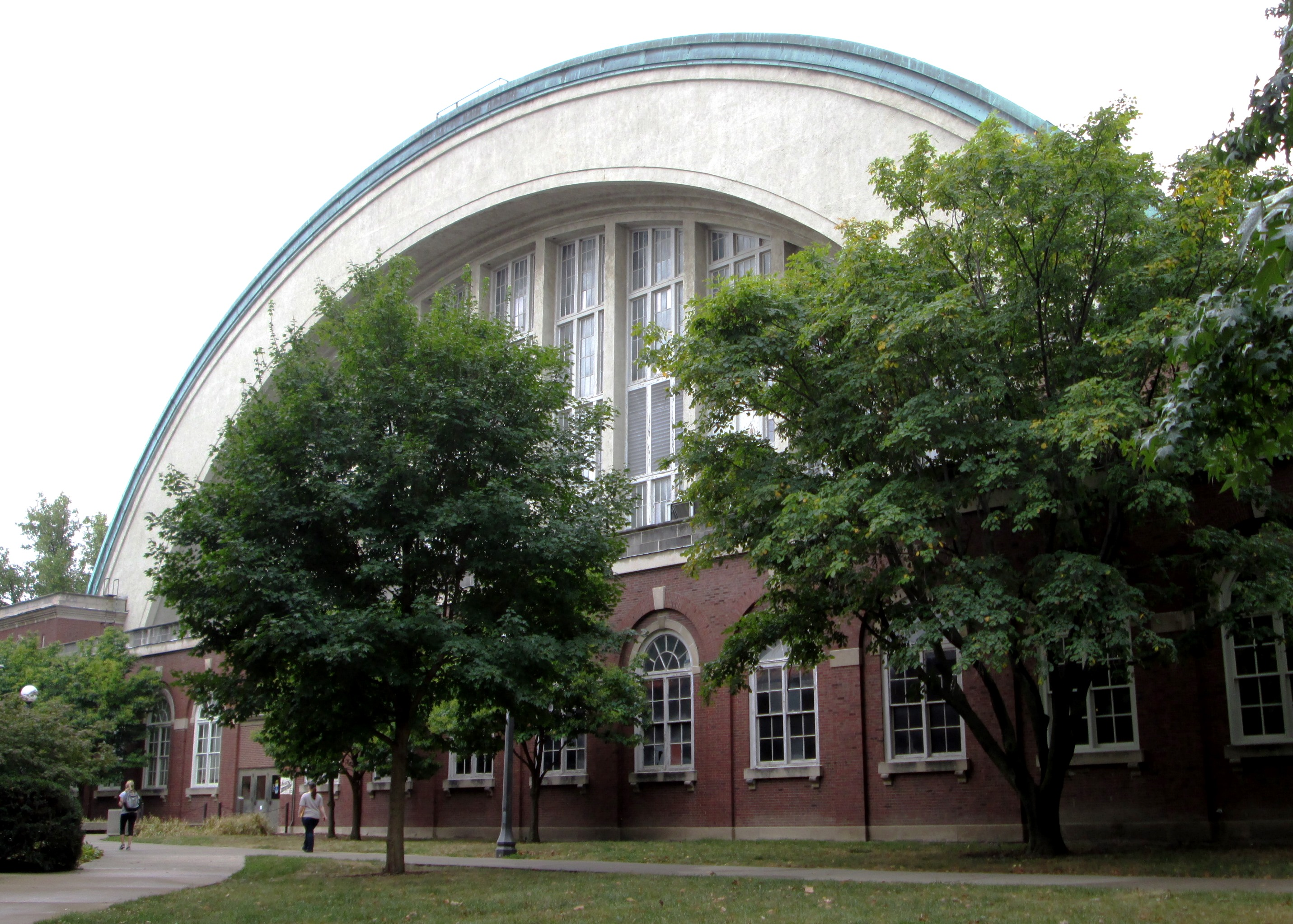

دانشگاه اوربانا یک دانشگاه خصوصی متخصص در آموزش هنرهای آزاد بود و در اوربانا، اوهایو واقع شده بود که توسط دانشگاه فرانکلین خریداری و تبدیل به یکی از پردیس آن دانشگاه شد.
دانشگاه اوربانا در سال ۱۸۵۰ به عنوان کالج اوربانا توسط پیروان فیلسوف و دانشمند سوئدی قرن هجدهم، امانوئل سوئدنبورگ، تأسیس شد. این دانشگاه دومین مؤسسه آموزش عالی در اوهایو بود که زنان را پذیرفت. سوئدنبورگ یک مبلغ مذهبی بود که به گسترش ایمان در میان ساکنان اولیه اطراف اوربانا کمک کرد. این دانشگاه همچنین مرکز آموزشی و موزه Johnny Appleseed برای بزرگداشت جان چپمن است.
در سال ۲۰۱۴، دانشگاه پس از افت بودجه قابل توجه توسط دانشگاه فرانکلین خریداری شد. این پردیس نیز در سال ۲۰۲۰ بسته شد و سوابق را به دانشگاه فرانکلین در کلمبوس، اوهایو منتقل کرد. اوربانا در اطلاعیه تعطیلی به همه‌گیری ویروس کرونا و کاهش ثبت نام اشاره کرده‌است.